# Réseau articulaire cubital
Le réseau articulaire cubital est le système artériel autour du coude constitué des anastomoses des artères collatérales médiale, radiale, ulnaires supérieure et inférieure et les rameaux antérieur et postérieur de l'artère récurrente ulnaire.